# Comuna Lobanove, Djankoi
Lobanove (în ucraineană Лобанове) este o comună în raionul Djankoi, Republica Autonomă Crimeea, Ucraina, formată din satele Jîlîne, Lobanove (reședința), Mariine și Ordenonosne.

## Demografie
Componența lingvistică a comunei Lobanove
     Rusă (66,14%)
     Tătară crimeeană (15,56%)
     Ucraineană (13,64%)
     Alte limbi (0,5%)
Conform recensământului din 2001, majoritatea populației comunei Lobanove era vorbitoare de rusă (66,14%), existând în minoritate și vorbitori de tătară crimeeană (15,56%) și ucraineană (13,64%).